# 밀크 초콜릿

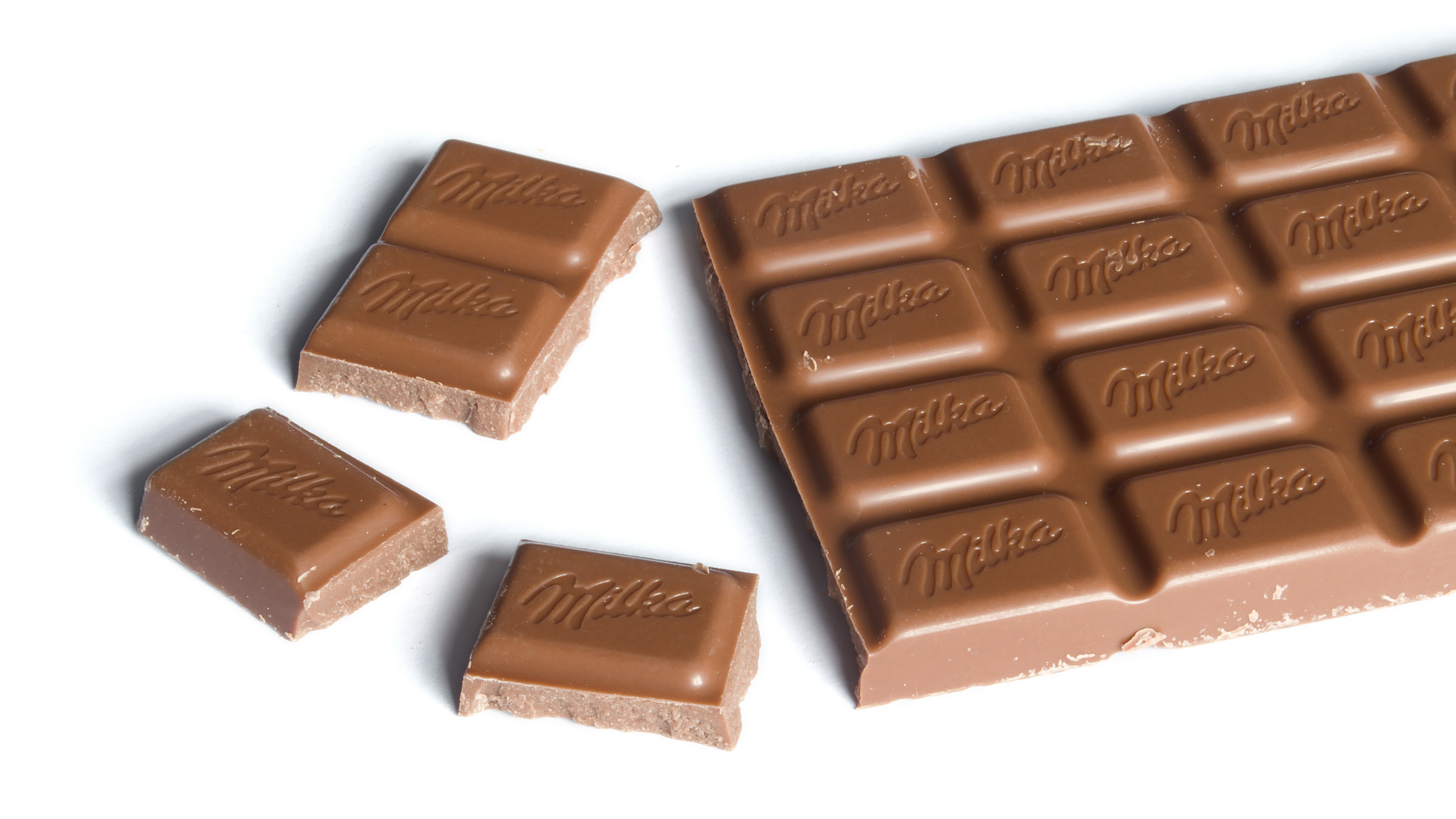
밀크 초콜릿 정제, 30% 코코아

밀크 초콜릿(영어: Milk Chocolate)은 초콜릿의 일종으로, 분유, 연유, 액상유 등의 재료로 만든 형태이며 매우 부드러운 것이 특징이다. 밀크 초콜릿은 코코아, 설탕, 우유를 함유한 고체 초콜릿 형태이다. 가장 많이 소비되는 초콜릿 유형이며 다양한 바, 정제 및 기타 제과 제품에 사용된다. 밀크 초콜릿에는 다크 초콜릿보다 적은 양의 코코아 고형분이 포함되어 있으며 (화이트 초콜릿과 마찬가지로) 우유 고형분이 포함되어 있다. 그 맛(초콜릿 우유와 유사)이 인기의 핵심이기는 했지만, 밀크 초콜릿은 역사적으로 특히 어린이를 위한 건강 식품으로 홍보되었다.
주요 밀크 초콜릿 생산업체로는 페레로 (기업), 허쉬 (기업), 몬덜리즈 인터내셔널, 마즈 (기업) 및 네슬레가 있다. 전체적으로 이들은 세계 초콜릿의 절반 이상을 공급한다. 전체 밀크 초콜릿의 5분의 4는 미국과 유럽에서 판매되며, 중국과 라틴 아메리카에서도 소비량이 증가하고 있다.
초콜릿은 원래 콜럼버스 이전 시대와 서유럽에 도입되었을 때 음료로 판매되고 소비되었다. 초콜릿이라는 단어는 1600년경 영어에 등장했지만 처음에는 다크 초콜릿을 지칭했다. "밀크 초콜릿"이라는 용어가 처음 사용된 것은 1687년 자메이카에서 런던으로 가져온 음료였지만, 밀크 초콜릿은 1875년에 스위스의 제과업자인 '다니엘 페터'는 브베의 이웃인 '앙리 네슬레'가 발명한 응축 우유를 사용하여 최초로 밀크 초콜릿을 개발했다.
코코아와 연유를 성공적으로 결합한 후에야 밀크 초콜릿 바가 발명되었다. 스위스는 특히 로돌프 린트(Rodolphe Lindt)의 콘체 개발 이후 밀크 초콜릿 생산의 중심지로 발전했으며 점점 더 국제 시장으로 수출하고 있었다. 밀카, 캐드버리 데어리 밀크, 허쉬 바가 출시되면서 밀크 초콜릿은 20세기 초 주류가 되었으며, 이로 인해 세계 코코아 소비가 급격히 증가했다.
소비자에게 코코아 수확에 대한 윤리적 보증을 제공하기 위해 공정 무역 및 UTZ 인증 초콜릿이 21세기에 설립되었다.